# Thliptodon gegenbauri
Thliptodon gegenbauri är en snäckart som beskrevs av Boas 1886. Thliptodon gegenbauri ingår i släktet Thliptodon och familjen Thliptodontidae. Inga underarter finns listade i Catalogue of Life.